# Астином
Астином (дав.-гр. αστυνόμος — «охоронець міста») — посадова особа в містах Стародавньої Греції.
Астиноми стежили за порядком у портах, на вулицях, окрім ринків (див. агораном), санітарним станом міста, прибиранням сміття, підтримкою в належному стані каналізації та водопостачання, а в деяких містах — ще й за правильністю вагової, метричної систем, якістю продуктів і товарів, дорогами та мостами і навіть контролювали керамічне виробництво тощо.
На Родосі, у Фокеї, Кізіку та Массалії астиномів було не менше шести — при цьому три з них відповідали за стан громадських будівель і військову техніку, а інші — за громадські склади.
В Афінах астиномів було десять — п'ятеро у самих Афінах, п'ятеро — в Піреї. Один з астиномів керував поліцейською службою (з V століття до нашої ери корпус афінських поліцейських складався з 300 спеціально куплених рабів скіфів).
Збереглося чимало імен астиномів з Синопа і Херсонеса Таврійського на клеймах амфор і черепиці, знайдених при розкопках античних пам'яток.
У фінікійських містах, зокрема у Карфагені грецьким астиномам відповідали посади махазів, у Римі — еділів.